# Kisvárad
Koordináták: é. sz. 48° 04′ 09″, k. h. 18° 12′ 17″48.069167°N 18.204722°E

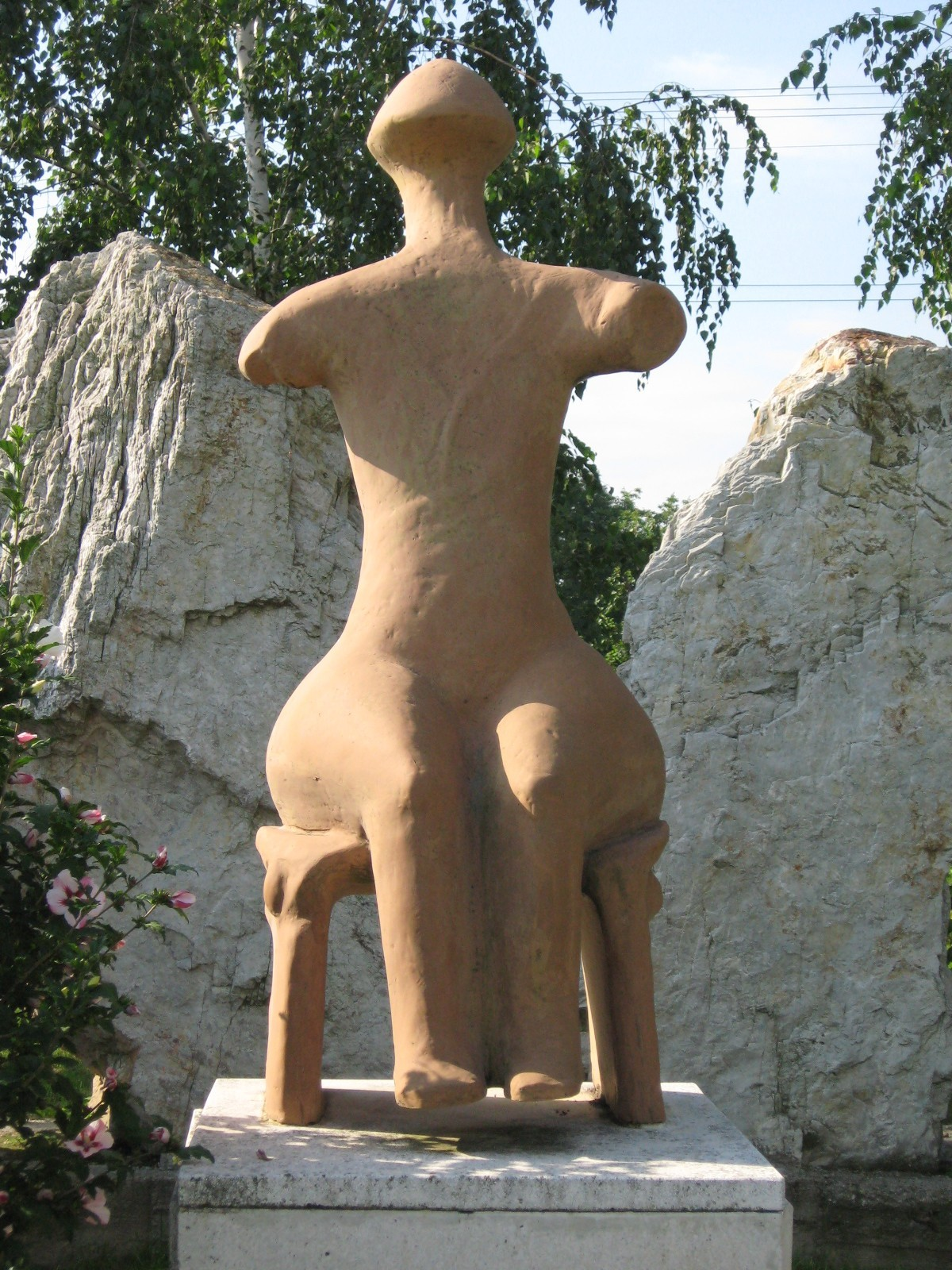
A Váradi Vénusz nagyított reprodukciója.

Kisvárad (szlovákul Nitriansky Hrádok, korábban Malý Varad) Nagysurány város része, egykor önálló település Szlovákiában, a Nyitrai kerületben, az Érsekújvári járásban.

## Fekvése
Nagysurány központjától 2 km-re délkeletre a Kis-Nyitra bal partján fekszik.

## Története
A település területén már a történelem előtti időkben jelentős település állt. Az itt állt földvár 15 hektáros területével Közép-Európa egyik legnagyobb erődítménye volt. Az 1925-ben megkezdett ásatások során nemcsak a várat, hanem a lengyeli kultúra településének nyomait is feltárták.
A községet 1431-ben Warad néven említik először, Surány várának tartozéka volt.
Vályi András szerint "VÁRAD. Tót falu Nyitra Várm. földes Urai több Urak, lakosai többfélék, fekszik Suránynak szomszédságában mellynek filiája; határja majd ollyan, mint Surányé."
Fényes Elek szerint "Kis-Várad, Nyitra m. tót falu, Surány mellett: 618 kath., 1 evang., 48 zsidó lak., első osztálybeli határral. F. u. többen. Ut. p. Érsekujvár."
A trianoni békeszerződésig Nyitra vármegye Érsekújvári járásához tartozott.

## Népessége
1880-ban 813 lakosából 756 szlovák és 19 magyar anyanyelvű volt.
1910-ben 1041 lakosából 1005 szlovák és 29 magyar anyanyelvű volt.
1930-ban 1013 lakosából 1003 csehszlovák és 8 magyar volt. 
1941-ben 1002 lakosából 985 szlovák és 17 magyar volt.
1970-ben 992 lakosából 984 szlovák és 2 magyar volt. 
2001-ben Nagysurány 10 491 lakosából 10 206 szlovák, 88 magyar és 67 cseh volt.

### Őskori leletek
Kisvárad igen gazdag őskori leletekben. A Nyitra folyó holtágának bal oldalán található egy domb, melyet Váracskának hívnak (Zámeček). Ez és a surányi Váraljácska (Podzámeček) a két legjelentősebb őskori lelőhely a környéken. Váracska területén Jan Eisner 1923-ban végzett ásatásokat. Jelentése Nyitrán a Szlovák Tudományos Akadémia Régészeti Osztályán található. Már ebből a jelentésből is kitűnik, hogy a leletek igen nagy területről származnak. A 22 000 m² teljes területből 10 000 m²-t sikerült feltárni. Anton Točík megállapította, hogy a korábbi lengyeli kultúra telephelye és a későbbi kelta-dák település között a folyó egy legalább 5x15 m-es területet elmosott. A teljes feltárás végül 3 lépésben folyt le:
- 1923 - feltárás Jan Eisner vezetésével
- 1948–1952 - a prágai és nyitrai régészeti intézetek közös feltárása Anton Točík és Knor vezetése alatt
- 1957–1960 - a Szlovák Tudományos Akadémia nyitrai Régészeti Intézetének részletes feltárása Anton Točík vezetése alatt. A teljes anyag feldolgozása csak 1963-ra fejeződött be.

A leletek alapján a következő településeket valószínűsíthetjük a területen:
- a lengyeli kultúra települése:
  - a) idősebb fázis (korai lengyeli kultúra)
  - b) fiatalabb fázis (kései lengyeli kultúra) - 5 árok, ezek közül kettő csúcsos aljú, három pedig lekerekített, továbbá nyitraludányi típusú sírok
- beszurkálással díszített kerámia népének települése
- kerámia készítő nép települése, legalább két fázissal (idősebb, fiatalabb)
- nagyrévi kultúra népe
- hévmagyarádi kultúra népe 3 fázissal
  - aunjetitz-hévmagyarádi kultúra (kora hévmagyarádi fázis)
  - klasszikus hévmagyarádi kultúra
  - korai kurgán (sírhalom) fázis
- kurgán kultúra
- kétrítusos késő latén kultúra
- kemencés kelta-dák település
- csontvázas sírhelyek a Kr.u. 4 századból
- egyedi longobárd sír a 6. századból
- középkori település a 12–13. századból

Anton Točík mind az 5 feltárt árkot részletesen elemezte.
A korai lengyeli kultúra településének nyugati sáncánál tártak fel egy gyermeksírt, adománytárgyak nélkül. Ezen kor településéről viszonylag kevés dolog maradt meg. A kerámiákon kívül állatcsontok, csiszolt és pattintott kőeszközök, agyagnehezékek, csonteszközök és teknőspáncél. A vékonyfalú kerámiák díszítettek, úszó agyagból készültek, sárgásvörös bikromátos színnel színezettek, a külső és belső felületen vájt geometrikus volutás-kanyarvonalas díszítések lelhetők fel. 

A nagyrévi kultúra csak a Váracska keleti részére korlátozódik, ahol téglalap alapú vékony rétegben fordul elő, melyet nehezen lehet színben megkülönböztetni a mázas kerámia kultúrájú és a hévmagyarádi kultúra kultúrájú rétegektől. Erről az időszakról viszonylag kevés lelet maradt meg. A megmaradt tárgyak közé tartozik egy csésze vonalas profilú füllel, tál alakú bögre, tálak és edények négy lábbal.
A hévmagyarádi kultúra klasszikus fázisa a Váracska teljes területét elfoglalta és még a sáncokon túl is kerültek elő leletek. Itt bronzból készült edényekre, agancsból készült dísztárgyakra akadtak. Emellett gyakoriak voltak itt a szomszédos kultúrák leletei, illetve különböző agyagból készült tárgyak.
A korai kurgán kultúrát jellegzetes gödrökben előforduló kerámiák jellemzik nemcsak a Váracskán, hanem a környező lelőhelyeken is.
A kelta-dák kort egy erődített település és temetkezési hely jellemzi a Váracskán. A temetőben előfordulnak ornamentumos kerámiák, a veretett vasláncok, vas ékszerek, üvegeszközök. A település feltárása még nem történt meg, azonban 500 m-re helyezkedik el a Nyitra hídtól. A temető helyén később egy települést emeltek, amely földsánccal volt körülvéve, ez az egész Váracskát körülvette.
A római korból a források arról árulkodnak, hogy Nagykér környékén volt a rómaiaknak katonai állomásuk a 2. és 4. század között. Surányban egy téglát találtak ebből az időből. Bánkeszin pedig jelentősebb leletanyag került elő. 

1959-ben előkerült a Váracska nyugati részén egy longobárd harcos sírja karddal és edénnyel a kezében. A leletet a 6. század környékére teszik.
Egy II. József idejéből származó térképen be van jelölve egy földvár négy bástyával. A jelölés a mai községre utal, földvár azonban ezen a helyen nem volt található, így az elhelyezés bizonyosan hibás.
A Váracska környéke így már Kr.e. 3000-2500 körül lakott volt. Mivel egy igen jelentős, több kultúrát és több települést összefogó igen gazdag leletanyagot biztosító területről van szó, így 1960. július 26-án az UNESCO által rendezett konferencia 120 tagja látogatta meg a Váracskát.
Az 5. századi igen jó állapotban megmaradt kovácsolt kard európai jelentőségű lelet. Viszonylag ismert szakmai körökben az 5.–6. századi temető is.

## Nevezetességei
- Határában Közép-Európa egyik legjelentősebb, "szlovák Trójának" is nevezett földvárának maradványai láthatók. Itt találták a "Magna Maternek" is nevezett ún. "Kisváradi Vénusz" szobrocskát.
- Szent Márton tiszteletére szentelt római katolikus temploma a 18. században épült. 1967-ben új tornyot építettek hozzá. Utoljára 2000-ben újították meg.
- Lourdes-i kápolnáját Wittek Károly és felesége építtette 1921-ben.

## Külső hivatkozások
- Községinfó
- Kisvárad Szlovákia térképén